# Родочев, Виктор Иванович
Виктор Иванович Родочев (Родочёв) (Пустой шаблон {{ВД-Преамбула}} ) — советский хоккеист, вратарь. Мастер спорта СССР (1962).

## Биография
Воспитанник пермского хоккея. Играл за команды «СК имени Свердлова» / «Молот» Пермь (1956/57 — 1964/65), «Прогресс» Глазов (1965/66), «Урал» Пермь (1966/67 — 1969/70), «Россия» Краснокамск (1970/71 — 1971/72).
В классе «А» чемпионата СССР провёл четыре сезона (1959/60 — 1962/63).